# Голова VI
«Голова VI» (англ. Head VI) — картина британского художника ирландского происхождения Фрэнсиса Бэкона, созданная в 1949 году. Она написана маслом на холсте и входит в серию работ, созданных художником в том же году для своей первой персональной выставки в Ганноверской галерее, в Лондоне. На картине изображён бюст одинокой фигуры, моделью для которой послужил «Портрет папы Иннокентия X» Диего Веласкес. Бэкон использовал в ней сильные, выразительные мазки кисти и поместил фигуру в структуру стеклянной клетки и за занавес в виде драпировки. Это создаёт эффект человека, пойманного в ловушку, душимого окружающей обстановкой и кричащего в безвоздушную пустоту.
«Голова VI» стала первой из картин Бэкона, служащей отсылкой к Веласкесу, чей портрет папы Иннокентия X преследовал его на протяжении всей его художественной карьеры и вдохновил его на серию «кричащих пап», которые насчитывают около 45 сохранившихся отдельных работ. В «Голове VI» содержится множество мотивов, характерных для творчества Бэкона. Так висящий предмет, который может быть выключателем света или кисточкой занавеса, можно найти даже в его поздних картинах. Геометрическая клетка — это мотив, обнаруживающийся и в его работе 1985—1986 годов «Этюд для автопортрета — триптих».
«Голова VI» была впервые продемонстрирована в ноябре 1949 года в Ганноверской галерее в Лондоне, на выставке, организованной одним из ранних покровителей художника, Эрикой Браузен. В то время Бэкон имел репутацию очень спорного, но уважаемого художника, самой известной работой которого были «Три этюда к фигурам у подножия распятия» 1944 года, сделали его «enfant terrible» британского искусства. «Голова VI» вызвала неоднозначную реакцию у искусствоведов. Джон Расселл, впоследствии биограф Бэкона, в то время отверг эту картину как помесь «аллигатора, лишённого челюстей, и бухгалтера в пенсне, который пришёл к плохому концу». В 1989 году историк искусства Лоуренс Гоуинг писал, что «шок от картины, когда её увидел среди всей серией голов … было неописуем. Это всё было непростительно. Парадоксальное одновременное проявление пастиша и иконоборчества было действительно одним из самых оригинальных штрихов Бэкона.» Художественный критик и куратор Дэвид Сильвестр описал «Голову VI» как основополагающую работу чрезвычайно продуктивного периода Бэкона 1949—1950 и как одного из лучших пап Бэкона.